# USS Hancock (AP-3)
USS Hancock foi um navio de transporte da Marinha dos Estados Unidos. Adquirido em 1902, participou da Primeira Guerra Mundial e de vários empreendimentos militares e diplomáticos dos Estados Unidos antes disso.
Hancock, o terceiro navio da Marinha dos Estados Unidos a levar o nome, foi construído em 1879 por J. Elder & Co., Glasgow, Escócia. Anteriormente Arizona, ele foi comprado pelo Departamento de Guerra durante a Guerra Hispano-Americana e transferido para a Marinha em 8 de novembro de 1902. Ele foi comissionado em 20 de novembro de 1902, sob o comando do tenente comandante F. W. Coffin.